# Gertrud av Helfta

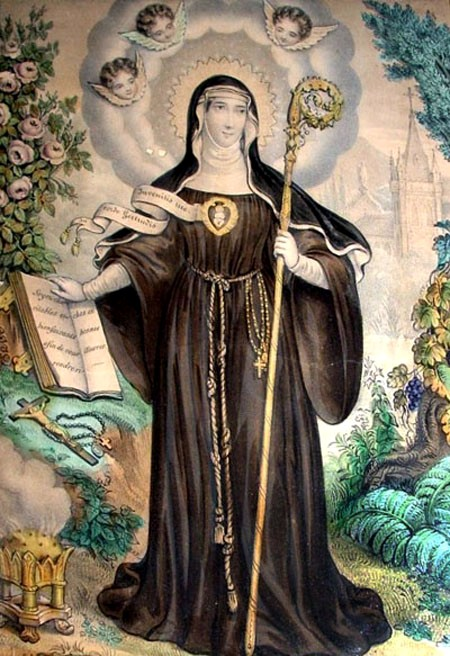
Gertrud av Helfta.

Gertrud av Helfta, född den 6 januari 1256, död 1301 eller 1302, var en tysk nunna.

## Biografi
Gertrud av Helfta uppfostrades i klostret Helfta av Gertrud av Hackeborn, under vars ledning hon ägnade sig åt ivriga studier, tills en Kristusvision 1281 kom henne att endast syssla med Bibeln och kyrkofädernas skrifter. Från denna tid levde Gertrud ett av en innerlig Kristusmystik, särskilt dyrkan av Jesu heliga hjärta, präglat fromhetsliv. I hennes berömda skrift Legatus divinæ pietatis ("Den gudomliga nådens sändebud"), påbörjad 1290, finns hennes religiösa erfarenheter upptecknade. Även en samling böner och betraktelser av henne är bevarade. Gertrud helgonförklarades 1677. Hennes festdag firades först 17 oktober, därefter 15 oktober.